# DAGR

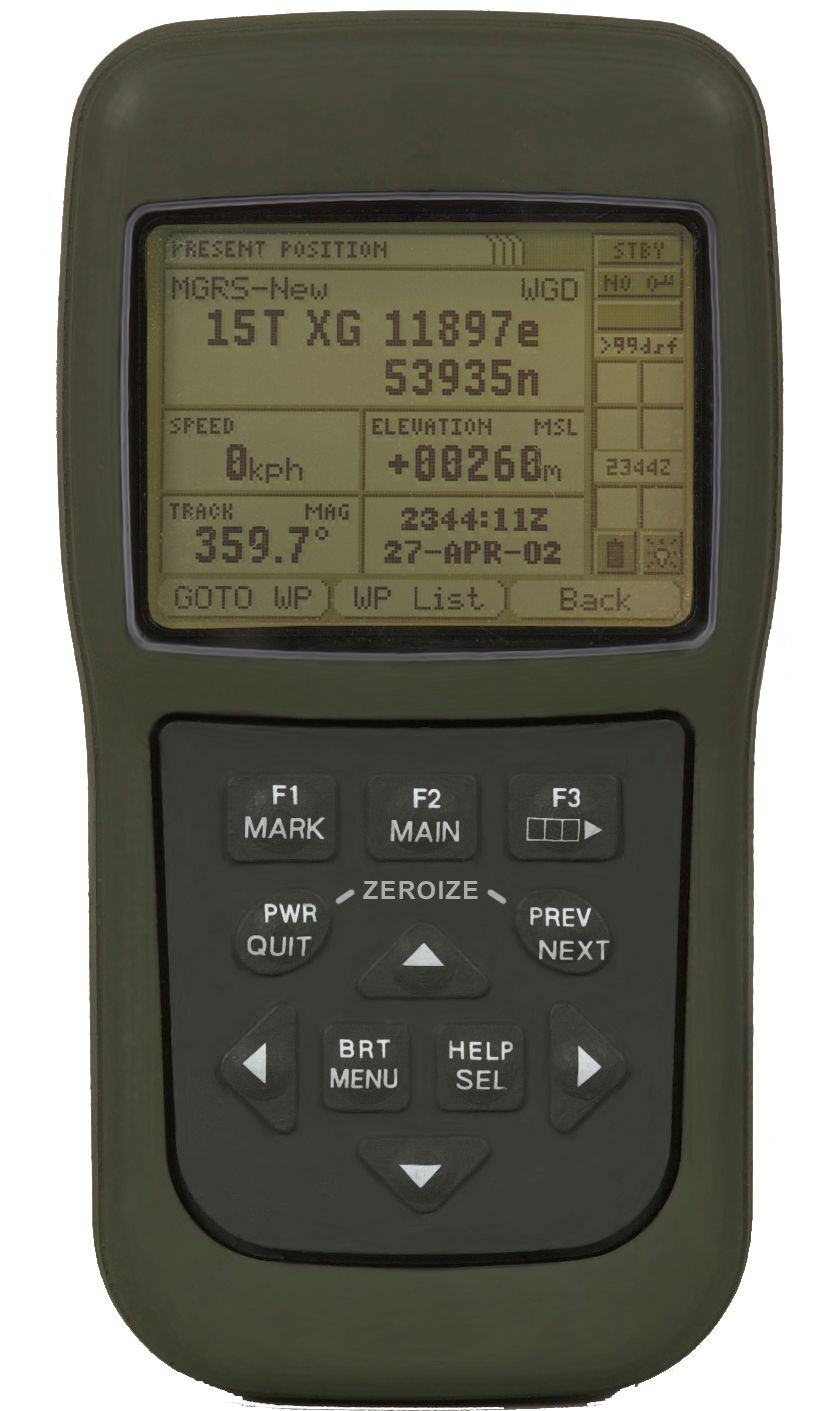
防衛用高度GPS受信機。座標はアイオワ州シーダーラピッズのロックウェル・コリンズ本部。

AN/PSN-13防衛高度GPS受信機(DAGR、口語でdagger(憎悪の意)とも)は、アメリカ国防総省及び選ばれた外国軍によって使用される携帯GPS受信機である。軍事規格に適合し、2つの周波数を使用し、暗号化されたP(Y)コードを解読するために必要なセキュリティ・ハードウェアを有している。
DAGRはロックウェル・コリンズによって設計され、2004年3月に生産に入り、2005年9月には40,000個のDAGRが納入された。2006年末、ディフェンス・インダストリー・デイリーによってアメリカ合衆国と様々な同盟国が3億ドル程度のDAGR契約を交わし、125,000個程度を発注したと見積もられた。DAGRは1994年から市場に出たPLGRを代替している。
DAGRの内部の通信セキュリティ(COMSEC)機器の保全のため、アメリカ国家安全保障局に認可されていない個人や組織の装置の購入や所持は禁止されている(アメリカ連邦法タイトル18、合衆国コード、セクション641、793、798、952)。装置が不要になるか使用不可になると使用者は装置をNSA認可の売人(通常は最初の供給元)に返すことになっており、そこで装置は破壊される。
ロックウェル・コリンズは「ポラリス・ガイド」と呼ばれるGPS受信機も販売している。これはDAGRに似ているが、民間用のC/Aコードを用いる。ポラリス・ガイドは標準即位サービス(SPS)として、民間のユーザーによって使用されることがある。

## 特徴
- 地図画像を表示できるグラフィックスクリーン
- オールインビュー表示のための12チャンネル連続衛星追跡
- L1/L2デュアル周波数GPS信号同時受信
- ダイレクトYコードの捕捉
- 100秒未満でのコールドスタート
- 多様な妨害環境への対応
  - 41デシベル J/Sで5追跡状態を維持
  - 24デシベルで最初のC/Aコードを捕捉
- 受信機自立的完全監視(RAIM)の利用
- 選択有効/偽装防止モジュール(SAASM)との互換性(現在バージョン3.2)
- 拡張広域GPS(WAGE)との互換性
- マルチパスの防止
- 兵器システムの調査に利用可能
- 米陸軍、米海兵隊、米海軍、米空軍、選ばれた他国軍で仕様
- BDUの2マガジン弾薬ポーチに収まるサイズ
- 一つ当たりの政府のコスト、1,832ドル[2]

## PLGRとの比較
| 項目                         | PLGR                                                                | DAGR                                                                                          |
| ---------------------------- | ------------------------------------------------------------------- | --------------------------------------------------------------------------------------------- |
| 販売                         | 1990年                                                              | 2004年                                                                                        |
| 周波数帯                     | シングル(L2のみ)                                                    | デュアル(L1及びL2)                                                                            |
| セキュリティ                 | PPS-SM                                                              | SAASM                                                                                         |
| ディスプレイ                 | 文章のみ                                                            | GUI 及び地図                                                                                  |
| チャンネル数(衛星)           | 5                                                                   | 12 (オールインビュー)                                                                         |
| 対妨害能力                   | 24デシベル                                                          | 41デシベル                                                                                    |
| 最初の捕捉までの時間(TTFF)   | 6分                                                                 | 100秒                                                                                         |
| その後の捕捉までの時間(TTSF) | 60秒                                                                | 22秒以下                                                                                      |
| 重量                         | 1.25キログラム                                                      | 0.43キログラム                                                                                |
| サイズ                       | 高さ24.1センチメートル、幅10.4センチメートル、厚さ6.6センチメートル | 高さ16.2センチメートル、幅8.9センチメートル、厚さ4.1センチメートル(2マガジン弾薬ポーチに入る) |
| バッテリー持続時間           | 13時間(8個)                                                         | 14時間(4個)                                                                                   |
| 信頼作動時間                 | 2000時間                                                            | 5000時間                                                                                      |